# Julie zwijgt
Julie zwijgt is een Belgisch-Zweedse dramafilm uit 2024, geregisseerd door Leonardo Van Dijl, in zijn speelfilmdebuut, naar een scenario dat hij samen schreef met Ruth Becquart. De hoofdrollen worden vertolkt door Tessa Van den Broeck, Ruth Becquart en Koen De Bouw.

## Verhaal
Julie is een ster van een elitaire tennisacademie, wier leven enkel draait om deze sport waar ze van houdt. Wanneer haar coach in opspraak komt en vervolgens wordt geschorst, worden alle spelers van de club aangemoedigd om te getuigen, maar Julie besluit zich stil te houden.

## Rolverdeling
| Acteur               | Personage |
| -------------------- | --------- |
| Tessa Van den Broeck | Julie     |
| Ruth Becquart        | Liesbeth  |
| Koen De Bouw         | Tom       |
| Claire Bodson        | Sofie     |
| Laurent Caron        | Jeremy    |

## Productie
De film werd geproduceerd door Gilles Coulier, Gilles De Schryver, Wouter Sap en Roxanne Sarkozi voor "De Wereldvrede" en Delphine Tomson en de broers Dardenne voor "Les Films du Fleuve", met ondersteuning van het Vlaams Audiovisueel Fonds, het Centre du Cinema et de l’audiovisuel van de Waalse gemeenschap, het Belgische Tax shelter en Flanders Image.
De filmopnames gingen door in het einde van de zomer en het najaar van 2023.
Een groot deel van de film werd opgenomen op de campus van het Atheneum Keerbergen en de club Sporting Club Hove.
De Japanse toptennisster Naomi Osaka van het productiehuis Hana Kuma werd executive producer voor de film, met de bedoeling deze via haar netwerk in de Amerikaanse bioscopen te brengen.

## Release en ontvangst
Julie zwijgt ging op 18 mei 2024 in première op het Filmfestival van Cannes in de competitie van de Semaine de la critique-sectie.  De film won daar twee prijzen (Prix SACD en Prix Fondation Gan) en kreeg positieve kritieken van de filmcritici, met een score van 100% op Rotten Tomatoes, gebaseerd op 14 beoordelingen. De film werd geselecteerd als Belgische inzending voor de beste niet-Engelstalige film voor de 97ste Oscaruitreiking.

## Prijzen en nominaties
De belangrijkste:
| Jaar | Prijs                   | Categorie                               | Genomineerde(n)   | Uitslag     |
| ---- | ----------------------- | --------------------------------------- | ----------------- | ----------- |
| 2024 | Filmfestival van Cannes | Grand prix de la Semaine de la critique | Leonardo Van Dijl | Genomineerd |
| 2024 | Filmfestival van Cannes | Caméra d'or                             | Leonardo Van Dijl | Genomineerd |
| 2024 | Filmfestival van Cannes | Prix SACD                               | Leonardo Van Dijl | Gewonnen    |
| 2024 | Filmfestival van Cannes | Prix Fondation Gan                      | Jour2Fête         | Gewonnen    |